# Vincent (Califòrnia)
Vincent és una concentració de població designada pel cens dels Estats Units a l'estat de Califòrnia. Segons el cens del 2000 tenia 15.097 habitants.

## Demografia
Segons el cens del 2000, Vincent tenia 15.097 habitants, 3.804 habitatges, i 3.267 famílies. La densitat de població era de 3.886 habitants/km².
Dels 3.804 habitatges en un 49,1% hi vivien nens de menys de 18 anys, en un 63,4% hi vivien parelles casades, en un 14,7% dones solteres, i en un 14,1% no eren unitats familiars. En el 10,3% dels habitatges hi vivien persones soles el 4,8% de les quals corresponia a persones de 65 anys o més que vivien soles. El nombre mitjà de persones vivint en cada habitatge era de 3,97 i el nombre mitjà de persones que vivien en cada família era de 4,17.
Per edats la població es repartia de la següent manera: un 33,3% tenia menys de 18 anys, un 10,5% entre 18 i 24, un 31,1% entre 25 i 44, un 17,9% de 45 a 60 i un 7,2% 65 anys o més.
L'edat mediana era de 30 anys. Per cada 100 dones de 18 o més anys hi havia 97 homes.
La renda mediana per habitatge era de 52.349 $ i la renda mediana per família de 52.086 $. Els homes tenien una renda mediana de 34.075 $ mentre que les dones 28.895 $. La renda per capita de la població era de 15.522 $. Entorn del 7,3% de les famílies i el 9,8% de la població estaven per davall del llindar de pobresa.

## Poblacions més properes
El següent diagrama mostra les poblacions més properes.